# Oussama Idrissi
Pour les articles homonymes, voir Idrissi.
Oussama Idrissi, né le 6 février 1996 à Berg-op-Zoom aux Pays-Bas,, est un footballeur international marocain évoluant au poste d'ailier gauche au CF Pachuca. Il possède également la nationalité néerlandaise.

## Biographie

### Carrière en club

#### Enfance et débuts (1996-2015)

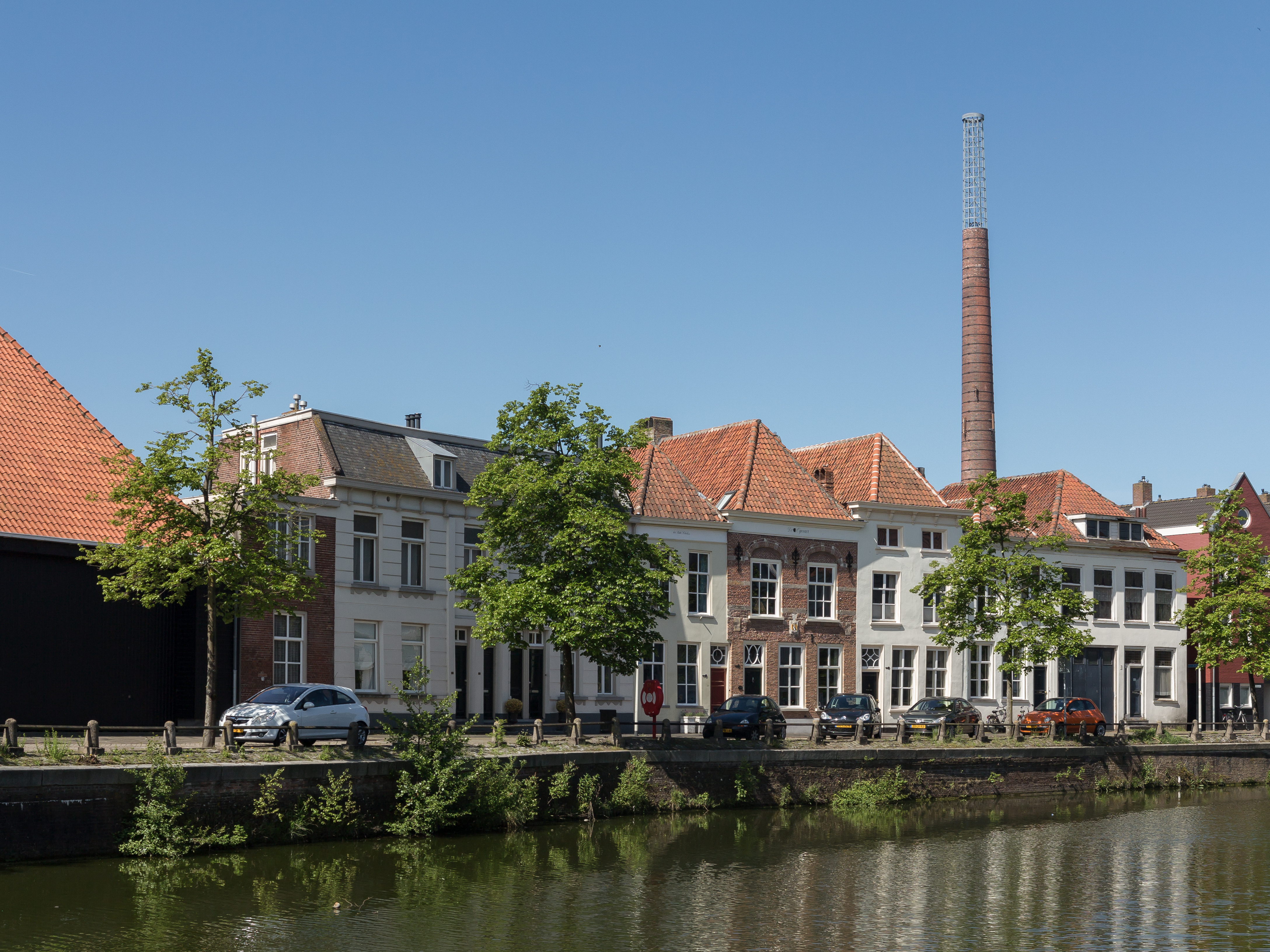
Berg-op-Zoom, ancienne ville où a grandi Oussama Idrissi aux Pays-Bas.

La famille Idrissi, originaire de Berkane  au Maroc, immigre dans les années 1980 au sud des Pays-Bas pour s'installer dans la ville de Berg-op-Zoom. C'est là bas qu'Oussama naît et grandit en tant que footballeur néerlandais. Possédant deux nationalités : néerlandaise et marocaine, il est à son enfance un grand fan des footballeurs Mbark Boussoufa et Clarence Seedorf, l'inspirant à se lancer dans une carrière footballistique dans sa ville natale. Très attaché à l'Islam, il commence tôt à faire la prière et va régulièrement à la mosquée avec son père et son petit frère Mohammed Idrissi. De là où Oussama tranche pour une carrière internationale en faveur du Maroc bientôt dans sa carrière. « J'ai beau être né aux Pays-Bas, en tant que musulman, je suis la culture paternelle et mon père est un musulman marocain. », cite-il dans une interview avec De Volkskrant. 
À son plus jeune âge, il est inscrit par son père dans le club de son quartier, le SV DOSKO (nl) avant de continuer sa lancée au FC Bergen (nl), puis au RKSV Halsteren (nl). Considéré comme étant une pépite du football néerlandais, il est transféré à l'âge de treize ans au NAC Breda en 2009, club dans lequel il évolue pendant deux saisons afin de prouver son talent au plus haut niveau. En 2011, il est courtisé par plusieurs académies dont le SC Heerenveen, le KRC Genk et le Feyenoord Rotterdam. 
C'est finalement à Rotterdam qu'Oussama signe son contrat de trois ans. Il révèle dans une interview qu'il prenait quotidiennement son train de Bergen-op-Zoom jusqu'à Rotterdam pour se rendre dans son club et rentrait habituellement à 19 heures. C'est dans ce quotidien qu'il évoluera pendant quatre saisons au Feyenoord. Il déclare également : « Avec toutes ces années de galère au Feyenoord, j'ai su m'adapter et prendre beaucoup de responsabilités. Je voulais absolument devenir un footballeur professionnel, c'est pour ça que j'y allais à fond. Chez les jeunes du Feyenoord, on disait souvent que dans l'effectif, seulement deux joueurs maximum, atteindront l'Eredivisie. Ca me démotivait parfois mais j'y allais quand même à cent pour cent. Aujourd'hui, je me rends compte que c'était bien le cas. Il y a seulement moi et Bart Nieuwkoop qui avons atteint la première division néerlandaise dans l'ancienne équipe du Feyenoord où j'évoluais »,.

#### Formation au FC Groningue (2015-2018)
En 2015, il est transféré au FC Groningue, club dans lequel il est formé en tant que footballeur professionnel,. Il déclare dans une interview : « J'ai été élevé dans la solitude. Mes parents m'ont appris à me débrouiller en me faisant prendre conscience que je devais prendre énormément de responsabilités. Quand je suis parti vivre à Groningue à mes dix-neuf ans, je savais déjà cuisiner, mettre en marche la machine à laver, tout allait très bien ». En effet, le jeune joueur néerlando-marocain déménage à un jeune âge du sud au nord des Pays-Bas dans la ville de Groningue. Le joueur passe par le club du Jong FC Groningen avant de faire officiellement ses débuts un mois plus tard. 

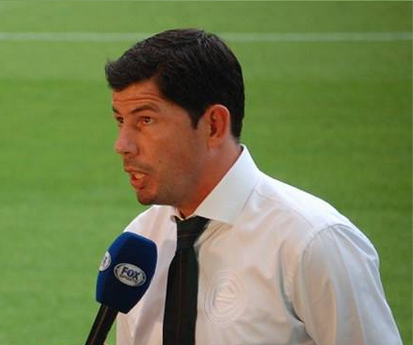
Erwin van de Looi (ici en 2014) le lance en Eredivisie.

À l'occasion de son premier match professionnel sous les couleurs du FC Groningue, il entre en jeu à la 70e minute face au Heracles Almelo, le 25 décembre 2015 en première division néerlandaise. Il est titularisé pour la première fois le 31 octobre 2015 face au PEC Zwolle en Eredivisie à l'âge de 19 ans. Il marque son premier but sous les couleurs du FC Groningue le 7 février 2016 face au Cambuur Leeuwarden. Le joueur fait énormément parler de lui aux Pays-Bas lors de la saison 2015-2016. Lors de la deuxième partie de la saison, il joue moins et est utilisé par Erwin van de Looi comme étant remplaçant dans les derniers quarts-d'heures de matchs pour des raisons tactiques. Rêvant de jouer dans le stade De Kuip à Rotterdam devant des milliers de supporters, l'entraîneur néerlandais réalise ses souhaits en le titularisant le 15 avril 2016 face au Feyenoord Rotterdam. Lors de ce match, il délivre une passe décisive à Michael de Leeuw pour le premier but du match et est nommé homme du match (match nul, 1-1). Lors d'une interview d'après-match, le joueur binational est interviewé par Fox Sports qui lui proposeront un verre de champagne. Le joueur répond : « Je ne bois absolument pas. Je suis dans la religion et ce n'est pas toléré. J'offrirai plutôt ce verre de champagne à mon entraîneur. ». Il termine sa première saison avec trois buts, cinq passes décisives et termine à la septième place place du championnat, assurant une qualification pour les plays-offs de la Ligue Europa. En fin juin 2016, il est récompensé avec un contrat jusqu'en 2020 au sein du club.
En fin octobre 2017, le joueur est viré du club avec son coéquipier Mimoun Mahi à cause d'une altercation avec l'entraîneur. Le joueur quitte alors l'équipe A pour évoluer avec les moins de 21 ans du FC Groningue. Difficile d'évoluer dans l'équipe des jeunes avec peu de chances de se revoir titulaire dans l'équipe première, il est mis sur la liste des départs du club pour la saison suivante. Plusieurs clubs du championnat néerlandais se présenteront pour s'enrôler le Néerlando-Marocain.

#### AZ Alkmaar (2018-2020)

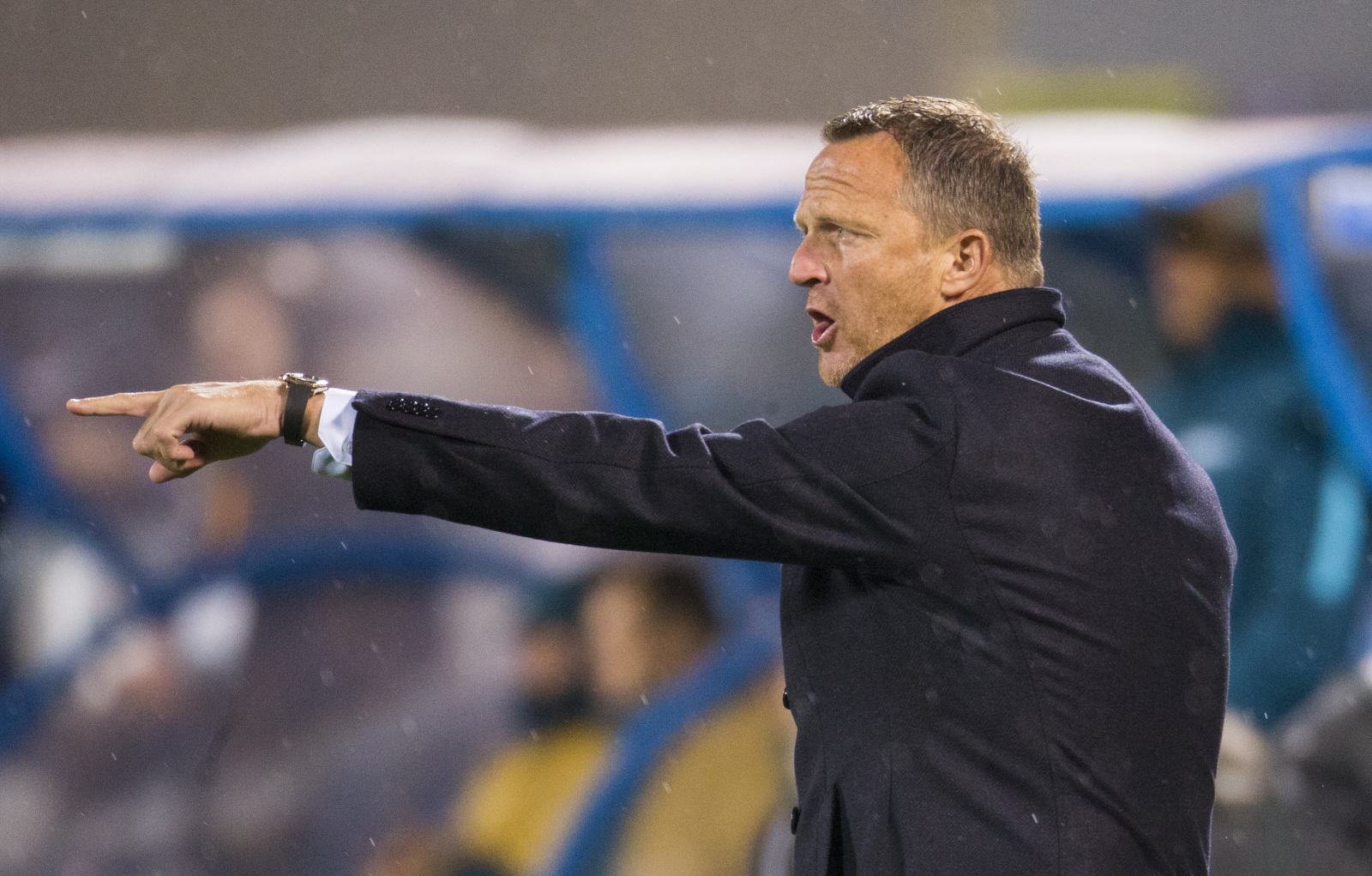
John van den Brom, décide d'intégrer Idrissi dans son onze de type principal en 2018.

Le joueur finit par quitter le club pour rejoindre l'AZ Alkmaar lors du mercato hivernal en janvier 2018,. Le club lui attribue le numéro 22. Il joue son premier match avec l'AZ Alkmaar le 19 janvier 2018 face au FC Utrecht (match nul, 1-1). Idrissi trouve le chemin des filets dans son troisième match face au PEC Zwolle (victoire, 4-1). Le joueur finira la demi-saison 2017-2018 en marquant six buts et en délivrant sept passes décisives en quinze matchs, ce qui attirera l'intérêt du sélectionneur des Pays-Bas espoirs et de l'équipe nationale du Maroc de Hervé Renard. Oussama Idrissi termine la saison 2017-18 à la troisième place du championnat, derrière le PSV Eindhoven et l'Ajax Amsterdam.
Lors de la saison 2018-2019, le club attribue à Oussama Idrissi le numéro 11, dès la première journée, le 12 août 2018 face au NAC Breda, il sera l'auteur d'une passe décisive (victoire, 5-0). Durant la saison, il fait des prestations étincelantes et fait beaucoup parler de lui dans les médias néerlandais. L'ancien international néerlandais Kees Kwakman déclare : « Oussama Idrissi est le joueur principal qui crée le jeu de son équipe. Il fait toute la différence ». Au début de 2019, le joueur néerlando-marocain se hisse dans le haut du classement du championnat néerlandais avec le plus de dribbles réussis, il accomplit 99 dribbles dans la première partie de la saison 2018-2019, suivi par Gyrano Kerk (88 dribbles réussis) et Hakim Ziyech (87).
Le 28 janvier 2019, il inscrit un but gag du point de corner à la 78e minute face au SC Heerenveen. Un mois plus tard, le 28 février, à l'occasion de la demi-finale de la KNVB Beker face au Willem II Tilburg, il atteint la séance des penaltys après un match nul de 1-1. Il est le seul sur cinq joueurs de l'AZ Alkmaar à avoir marqué un but lors de la séance des penaltys et se voit éloigné d'une finale de la KNVB Beker face à l'Ajax Amsterdam. Moins titularisé en fin de saison, il figure à la quatrième place du classement de l'Eredivisie et assure une qualification pour la Ligue Europa. En fin de saison, il est courtisé par l'AC Milan, l'ACF Fiorentina et le FK Krasnodar.
Lors du début de la saison 2019-2020 avec l'AZ Alkmaar, il forme un trio qui fait beaucoup parler de soi aux Pays-Bas avec Calvin Stengs et Myron Boadu. En mai 2020, l'Eredivisie est officiellement arrêtée à cause de la pandémie de Covid-19. L'AZ Alkmaar figurait à la deuxième place du championnat, au même nombre de point que l'Ajax Amsterdam. En fin de saison, il est courtisé par le SSC Naples.

#### FC Séville (depuis 2020)
Le 5 octobre 2020, il signe pour cinq saisons au FC Séville pour 12 millions d'euros. Oussama Idrissi arrive blessé à Séville et est contraint de récupérer en s'entraînant seul. Le 21 novembre 2020, il dispute son premier match sous le maillot sévillan face au Celta de Vigo. Il entre à la 81e minute à la place de Joan Jordán (victoire, 4-2). Trois jours plus tard, il joue son premier match de Ligue des champions contre le FK Krasnodar. Il entre à la 72e minute à la place de Lucas Ocampos.
Le 2 décembre 2020, il est titularisé pour la première fois en Ligue des champions contre Chelsea FC (défaite, 0-4). Le 26 janvier, le club annonce la signature de Alejandro Darío Gómez à Séville. Quatre jours plus tard, il marque son premier but avec Séville lors d'un match de la Coupe du Roi. Oussama Idrissi passe de doublure à troisième joueur dans la hiérarchie du poste d'ailier gauche. En manque de temps de jeu, il rentre deux fois en jeu et est titularisé seulement une fois en championnat. Il comptabilise également trois matchs en Ligue des champions et quatre matchs en Coupe du Roi.
Le 15 janvier 2021, en conférence de presse, son entraîneur Julen Lopetegui lui promet plus de temps de jeu dans la deuxième partie de saison. Il déclare : « Idrissi s’entraîne bien. Il a participé à quelques matchs et nous sera sûrement d’une grande aide lors de la phase retour ». Quinze jours plus tard, l'Ajax Amsterdam annonce officiellement le prêt d'Oussama Idrissi jusqu'en fin de saison.
De retour au FC Séville en juillet, il participe à plusieurs matchs de présaison 2021-22. Le 17 juillet 2021, il marque un but sur coup franc à la 50e minute face à Coventry City FC (victoire, 4-0). Le 16 août 2021, il commence son premier match en tant que titulaire en championnat espagnol, à l'occasion d'un match face au Rayo Vallecano (victoire, 3-0). Il provoque un penalty et un carton rouge dans les débuts du gardien Luca Zidane à la 19e minute et cède sa place à la 46e minute pour Erik Lamela.
De retour de prêt en juillet 2023 après une saison étincelante au Feyenoord Rotterdam, il rejoint le camp d'entraînement de Séville et prend part aux matchs de la pré-saison 2023-2024.

##### Prêt à l'Ajax
Le 1er février 2021, sous un silence médiatique, le club de l'Ajax Amsterdam annonce le prêt d'Oussama Idrissi jusqu'en fin de saison. Le club néerlandais a attiré les convoitises de Oussama Idrissi afin de pallier le départ de Quincy Promes, partit au Spartak Moscou. Le 18 février 2021, il dispute son premier match avec l'Ajax face à LOSC Lille à l'occasion du match aller des seizièmes de finales de l'Europa League. Il entre à la 82e minute à la place d'Antony (victoire, 1-2). Il est éliminé de l'Europa League en quarts de finale contre l'AS Rome (score cumulé : défaite, 3-2).
Le 24 mars 2021, il marque son premier but sous les couleurs ajacides à l'occasion d'un match amical contre le FC Utrecht (victoire, 2-1). Le 18 avril, à l'occasion de la finale de la Coupe des Pays-Bas, Oussama Idrissi commence le match sur le banc face au Vitesse Arnhem. Il remporte pour la première fois la Coupe des Pays-Bas après une victoire de son équipe sur le score de 2 à 1 au Stade Feijenoord.
Le 2 mai 2021, il remporte officiellement le titre des Pays-Bas après une victoire de 4-0 contre le FC Emmen. Lors de ce match, Oussama Idrissi est gardé sur le banc pendant 90 minutes, mais fête tout-de-même le sacre avec ses coéquipiers à la Johan Cruyff Arena.
Le 16 mai 2021, il dispute son dernier match sous le maillot ajacide contre le Vitesse Arnhem en entrant en jeu à la 85e minute à la place de Mohammed Kudus (victoire, 1-3). Il termine la saison à la première place du championnat avec 88 points devant le PSV Eindhoven (72 points) et l'AZ Alkmaar (71 points). Il comptabilise un nombre de treize matchs disputés dont six en championnat, six en Ligue Europa et un en Coupe des Pays-Bas.

##### Prêt au Cádiz CF
Le 21 janvier 2022, Oussama Idrissi est prêté jusqu'en fin de saison au Cádiz CF, club (à ce moment) dernier du classement du championnat espagnol. Le 2 février, il dispute son premier match en tant que titulaire à l'occasion de la Coupe d'Espagne face à Valence CF (défaite, 2-1). Il cède sa place à la 63e minute à Alejandro Fernández Iglesias. Le 5 février, il dispute son premier match de Liga sous le maillot de Cadix en entrant en jeu à la 90e minute à la place de Varazdat Haroyan (défaite, 2-1).
Le 6 mars 2022, il délivre une passe décisive à Rubén Alcaraz et marque son premier but face à Rayo Vallecano en championnat (victoire, 2-0). Il termine la saison à la 17e place du classement et évite de justesse une relégation en deuxième division espagnole. Pouvant être transféré définitivement à Cadiz CF, le club ne peut pas payer le salaire qu'Oussama Idrissi reçoit au Séville FC, remettant en cause un départ du club.

##### Prêt au Feyenoord Rotterdam
Le 27 juillet 2022, son prêt au Feyenoord Rotterdam pour la durée d'une saison est officialisé par le site officiel du club. Il arrive en même temps que l'autre recrue Quinten Timber dans le club de Rotterdam sous l'entraîneur Arne Slot,.
Le 7 août 2022, il dispute son premier match de championnat de la saison face au Vitesse Arnhem en entrant en jeu à la 65e minute à la place de Patrik Wålemark (victoire, 2-5). Le 15 septembre 2022, il délivre une passe décisive à Dávid Hancko à la 31e minute et marque un but à la 78e minute sur une passe décisive de Ezequiel Bullaude en Ligue Europa face au SK Sturm Graz (victoire, 6-0). Le 6 octobre 2022, il se blesse en Ligue Europa à l'occasion d'un match face au FC Midtjylland et est contraint de sortir du terrain à la 32e minute, remplacé par Alireza Jahanbakhsh (match nul, 2-2). Un jour plus tard, son entraîneur Arne Slot donne des mauvaises nouvelles en communiquant une absence d'Oussama Idrissi jusqu'à l'après trêve hivernale.
Lors du retour de blessure d'Oussama Idrissi en deuxième partie de saison, il réussit un retour percutant offrant trois points à son équipe contre le FC Groningue grâce à un but (victoire, 1-0). Deux semaines plus tard, il inscrit un doublé en Ligue Europa contre le Chakhtar Donetsk (victoire, 7-1). En mai 2023, il inscrit un but contre le Go Ahead Eagles (victoire, 3-0) et le FC Emmen (victoire, 1-3).
Le 28 mai 2023, il fête le sacre des Pays-Bas après une défaite de 0-1 face au Vitesse Arnhem au Stade Feijenoord.

### Carrière internationale

#### Parcours junior avec lesOranges
Il est appelé pour la première fois en 2011 lorsqu'il venait de signer au Feyenoord Rotterdam pour jouer avec les -16 ans. Avec les Pays-Bas -17 ans, il dispute huit matchs et marque deux buts sous Albert Stuivenberg.  Avec les Pays-Bas -20 ans, il est entraîné par Remy Reynierse et marque un but en quatre matchs. Avec les Pays-Bas espoirs, il dispute huit matchs entre 2016 et 2018 et se voit marquer trois buts. En 2018, alors que Fred Grim, l'homme qui l'a intégré avec les Pays-Bas espoirs est recalé par la KNVB, Erwin van de Looi, ancien entraîneur d'Oussama Idrissi en 2015 avec le FC Groningen, prend place en tant que sélectionneur des Pays-Bas espoirs et sélectionne Oussama Idrissi parmi les 23 joueurs pour prendre part avec les espoirs à l'Euro 2018. Lors de la compétition, il forme avec Abdelhak Nouri un duo efficace dans l'attaque néerlandaise, réalisant un but et trois passes décisives.

#### Entre le Maroc et les Pays-Bas
Natif des Pays-Bas et possédant la double nationalité marocaine et néerlandaise, il est contacté au début de 2018, avant l'Euro 2018 avec les espoirs par les dirigeants de la fédération marocaine, ayant pour but d'attirer le joueur vers une carrière internationale avec les Lions de l'Atlas. La FRMF verra le joueur donner son refus afin de participer à l'aventure aux qualifications à l'Euro 2018 des -21 ans avec les Pays-Bas. Il déclare au média Voetbal International: « J'ai de l'amour pour les deux pays. C'est vraiment du fifty-fifty ». Au début de septembre 2018, alors que Noussair Mazraoui, un autre néerlando-marocain également pisté par l'équipe A des Pays-Bas tranche en faveur des Lions de l'Atlas, Hervé Renard entre de nouveau en contact avec le jeune Idrissi pour le convaincre de rejoindre le Maroc pour une double confrontation face aux Comores le 13 et 16 octobre 2018. Le joueur demande à nouveau de pouvoir terminer son aventure avec les -21 ans des Pays-Bas avant de faire quelconque choix.

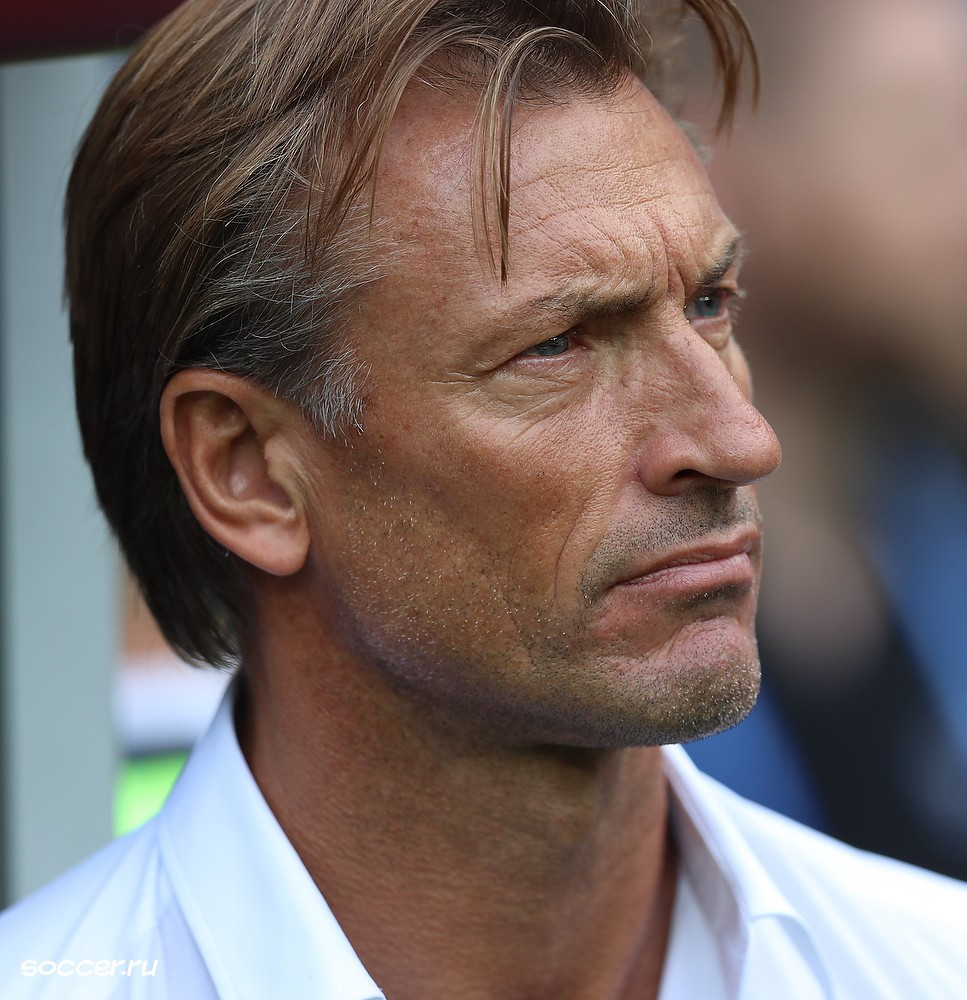
Hervé Renard, sélectionneur du Maroc en 2018 est le premier à entrer en contact avec Idrissi pour le convaincre d'une carrière avec la sélection marocaine.

C'est finalement au début de novembre 2018 que les réseaux sociaux du club de l'AZ Alkmaar, révèlent que le jeune néerlando-marocain est pré-sélectionné avec le Maroc pour le match de qualification à la CAN face au Cameroun le 16 novembre 2018,,. L'information est confirmée le 6 novembre 2018 lorsque Hervé Renard dévoile la liste des joueurs convoqués, où figure également le nom d'Oussama Idrissi,,. Le joueur binational passe 180 minutes dans les gradins face au Cameroun à Casablanca et prend également part au voyage en Tunisie à Radès pour le match amical opposant le Maroc à la Tunisie, afin de voir l'ambiance dans le groupe, le joueur fait définitivement le choix d'opter pour une carrière internationale avec les Lions de l'Atlas en février 2019, lors-ce qu'il est dévoilé que le joueur ai fait une demande à la FIFA pour un changement de nationalité sportive en janvier 2019. Concernant son choix de sélection, il déclare en février 2019 : « Je ne choisis pas le Maroc parce que je suis contre les Pays-Bas. Je suis né et j'ai grandi ici (Pays-Bas) avec les valeurs néerlandaises dans ce beau pays. Mais après une discussion avec mes parents concernant ma carrière internationale, avec l'intérêt que la FRMF avait pour moi, j'ai finalement tranché en faveur du pays de mes parents ». La KNVB quant à elle, avait clairement l'intention d'intégrer le joueur binational en équipe A des Pays-Bas. Le 26 février 2019, Oussama Idrissi officialise publiquement son choix en faveur du Maroc sur ses réseaux sociaux.

#### Débuts sous le maillot marocain
Le 22 mars 2019, il débute officiellement sous le maillot marocain, titularisé en tant que numéro 10 par Hervé Renard dans un match de qualification à la CAN 2019 face au Malawi à Bingu. Il aura fait preuve d'une bonne prestation malgré un match nul sans but avec un climat très secoué. La bonne prestation lui a valu une entrée en jeu à la 87e minute minute dans un match amical face à l'Argentine, quatre jours plus tard au Stade Ibn-Batouta à Tanger (défaite, 0-1). En mai 2019, il figure sur la liste des sélectionnés de Hervé Renard pour prendre part à la CAN 2019 en Égypte. À l'occasion d'un match de préparation à la CAN 2019 face à la Gambie et la Zambie, Hervé Renard lui accorde quelques minutes de jeu. Lors de la CAN 2019, Hervé Renard compte sur les joueurs d'expérience pour les matchs du premier tour (trois matchs et trois victoires). Oussama Idrissi n'entre aucunement en jeu. À l'occasion d'une huitième de finale délicate face au Bénin, il entre en jeu à la place de Nordin Amrabat à la 88e minute minute. Il dispute les prolongations avant de voir le Maroc se faire éliminer lors des séances des penaltys.

## Style de jeu
Oussama Idrissi est doté d'une superbe conduite de balle et d'une très bonne qualité de frappe. 
Lors de sa formation au Feyenoord Rotterdam et au FC Groningue, il évolue généralement au poste d'attaquant pointe ou en ailier gauche, ce qui lui permet de rentrer dans l'axe et de tirer du pied droit ; il marque de nombreux buts de cette manière. Toutefois, il dispose d'une très bonne maîtrise technique et joue un rôle très important dans le jeu offensif. Sa conduite de balle lui permet de faire des raids solitaire en contre-attaque, ce qui lui permet d'impacter sur l'équipe adverse. Avec un style de jeu souvent comparé à Arjen Robben, son style de dribble est plutôt orienté vers les crochets et accélérations. Il est également un très bon passeur et mature dans le jeu. Ses frappes au but, très précises finissent très souvent en pleine lucarne.

## Aspects socio-économiques

### Valeur marchande
| Club         | Période       | Valeur       |
| ------------ | ------------- | ------------ |
| FC Groningue | Décembre 2015 | 50 000 €     |
| FC Groningue | Avril 2016    | 625 000 €    |
| FC Groningue | Juillet 2016  | 1 000 000 €  |
| FC Groningue | Juin 2017     | 2 500 000 €  |
| AZ Alkmaar   | Décembre 2018 | 5 000 000 €  |
| AZ Alkmaar   | Avril 2020    | 12 000 000 € |

### Vie privée
En 2018, âgé alors de 22 ans, il se marie avec une Néerlandaise de sa ville Berg-op-Zoom, également d'origine marocaine. Oussama Idrissi parle quatre langues: néerlandais, arabe, anglais et tamazight . Depuis début 2018, Oussama Idrissi réside le quartier IJburg à Amsterdam.

## Statistiques

### Statistiques détaillées
| Saison                | Club                       | Championnat           | Championnat | Championnat | Championnat | Coupe(s) nationale(s) | Coupe(s) nationale(s) | Coupe(s) nationale(s) | Compétition(s) continentale(s) | Compétition(s) continentale(s) | Compétition(s) continentale(s) | Compétition(s) continentale(s) | Autres compétitions | Autres compétitions | Autres compétitions | Autres compétitions | Maroc | Maroc | Maroc | Total | Total | Total |
| Saison                | Club                       | Division              | M.          | B.          | P.d.        | M.                    | B.                    | P.d.                  | Comp.                          | M.                             | B.                             | P.d.                           | Comp.               | M.                  | B.                  | P.d.                | M.    | B.    | P.d.  | M.    | B.    | P.d.  |
| 2015-2016             | FC Groningue               | Eredivisie            | 16          | 3           | 3           | 2                     | 0                     | 0                     | -                              | -                              | -                              | -                              | -                   | -                   | -                   | -                   | -     | -     | -     | 18    | 3     | 3     |
| 2016-2017             | FC Groningue               | Eredivisie            | 27          | 5           | 3           | 3                     | 0                     | 0                     | -                              | -                              | -                              | -                              | -                   | -                   | -                   | -                   | -     | -     | -     | 30    | 5     | 3     |
| 2017-2018             | FC Groningue               | Eredivisie            | 15          | 4           | 1           | 1                     | 1                     | 0                     | -                              | -                              | -                              | -                              | -                   | -                   | -                   | -                   | -     | -     | -     | 16    | 5     | 1     |
| Sous-total            | Sous-total                 | Sous-total            | 48          | 12          | 7           | 1                     | 0                     | 0                     | -                              | -                              | -                              | -                              | -                   | -                   | -                   | -                   | -     | -     | -     | 49    | 12    | 7     |
| 2017-2018             | AZ Alkmaar                 | Eredivisie            | 12          | 3           | 6           | 3                     | 3                     | 1                     | -                              | -                              | -                              | -                              | -                   | -                   | -                   | -                   | -     | -     | -     | 15    | 6     | 7     |
| 2018-2019             | AZ Alkmaar                 | Eredivisie            | 32          | 8           | 6           | 5                     | 6                     | 1                     | C3                             | 2                              | 0                              | 0                              | -                   | -                   | -                   | -                   | 5     | 0     | 0     | 44    | 14    | 7     |
| 2019-2020             | AZ Alkmaar                 | Eredivisie            | 21          | 12          | 2           | 3                     | 1                     | 0                     | C3                             | 12                             | 3                              | 4                              | -                   | -                   | -                   | -                   | 0     | 0     | 0     | 36    | 16    | 6     |
| Sous-total            | Sous-total                 | Sous-total            | 65          | 23          | 14          | 11                    | 10                    | 2                     | -                              | 14                             | 3                              | 4                              | -                   | -                   | -                   | -                   | 5     | 0     | 0     | 95    | 36    | 20    |
| 2020-2021             | Séville FC                 | LaLiga                | 3           | 0           | 0           | 4                     | 0                     | -                     | C1                             | 3                              | 0                              | 0                              | -                   | -                   | -                   | -                   | 0     | 0     | 0     | 10    | 0     | 0     |
| 2021-2022             | Séville FC                 | LaLiga                | 4           | 0           | 1           | 2                     | 0                     | 0                     | -                              | -                              | -                              | -                              | -                   | -                   | -                   | -                   | 0     | 0     | 0     | 6     | 0     | 1     |
| Sous-total            | Sous-total                 | Sous-total            | 7           | 0           | 1           | 6                     | 0                     | 0                     | -                              | 3                              | 0                              | 0                              | -                   | -                   | -                   | -                   | -     | -     | -     | 16    | 0     | 1     |
| 2020-2021             | Ajax Amsterdam (prêt)      | Eredivisie            | 7           | 0           | 0           | 1                     | 0                     | 0                     | C1+C3                          | 0+6                            | 0+0                            | 0+0                            | -                   | -                   | -                   | -                   | -     | -     | -     | 14    | 0     | 0     |
| Sous-total            | Sous-total                 | Sous-total            | 7           | 0           | 0           | 1                     | 0                     | 0                     | -                              | 0                              | 0                              | 0                              | -                   | 0                   | 0                   | 0                   | 0     | 0     | 0     | 8     | 0     | 0     |
| 2021-2022             | Cádiz CF (prêt)            | LaLiga                | 12          | 1           | 0           | 1                     | 0                     | 0                     | -                              | -                              | -                              | -                              | -                   | -                   | -                   | -                   | 0     | 0     | 0     | 13    | 1     | 0     |
| Sous-total            | Sous-total                 | Sous-total            | 12          | 1           | 0           | 1                     | 0                     | 0                     | -                              | 0                              | 0                              | 0                              | -                   | 0                   | 0                   | 0                   | 0     | 0     | 0     | 13    | 1     | 0     |
| 2022-2023             | Feyenoord Rotterdam (prêt) | Eredivisie            | 8           | 1           | 1           | -                     | -                     | -                     | C3                             | 2                              | 1                              | 1                              | -                   | -                   | -                   | -                   | -     | -     | -     | 10    | 2     | 2     |
| Sous-total            | Sous-total                 | Sous-total            | 8           | 1           | 1           | 0                     | 0                     | 0                     | -                              | 2                              | 1                              | 1                              | -                   | 0                   | 0                   | 0                   | 0     | 0     | 0     | 10    | 2     | 2     |
| Total sur la carrière | Total sur la carrière      | Total sur la carrière | 135         | 36          | 23          | 19                    | 10                    | 2                     | -                              | 19                             | 4                              | 4                              | -                   | -                   | -                   | -                   | 5     | 0     | 0     | 178   | 50    | 29    |

### En sélection
Le tableau suivant liste les rencontres de l'équipe du Maroc dans lesquelles Oussama Idrissi a été sélectionné depuis le 22 mars 2019 jusqu'à présent.

## Palmarès

### En club
AZ Alkmaar
- Coupe des Pays-Bas :
  - Finaliste : 2018

 Ajax Amsterdam
- Championnat des Pays-Bas :
  - Champion : 2021
- Coupe des Pays-Bas :
  - Vainqueur : 2021

 Feyenoord Rotterdam
- Championnat des Pays-Bas :
  - Champion : 2023

 CF Pachuca
- Coupe des champions de la CONCACAF :
  - Vainqueur : 2024
- Coupe intercontinentale de la FIFA
  - Finaliste : 2024

### Distinctions personnelles

#### Avec le FC Groningue
- 2016 : Meilleur joueur du FC Groningue du mois de novembre.

#### Avec les Pays-Bas espoirs
- 2017 : Meilleur international espoir néerlandais aux Pays-Bas[51]

#### Avec le Maroc
- 2019 : Homme du match Maroc-Malawi en mars

#### Avec l'AZ Alkmaar
- 2018 : Meilleur dribbleur de l'année en Eredivisie[52]
- 2018 : Meilleur dribbleur de la demi-saison de l'Eredivisie 2018-19
- 2019 : Meilleur buteur de la Coupe des Pays-Bas 2018-2019
- 2019 : Meilleur passeur du club lors de la saison 2018-19
- 2019 : Meilleur joueur de l'Eredivisie du mois de décembre[53]
- 2020 : Meilleur joueur de l'Eredivisie du mois de janvier[54]
- 2020 : Dans l'équipe type de l'Eredivisie
- 2020 : Vainqueur du trophée du meilleur but de la saison[55]

#### Avec CF Pachuca
- 2024 : Dans l'équipe type de la Coupe des champions de la CONCACAF

### Documentaires et interviews
- Oussama Idrissi avec FCGroningenTV, Youtube, 2017
- Portret Idrissi, YouTube, 2018
- Oussama Idrissi - Bij Andy in de auto, YouTube, 2019
- DE PERFECTE VOORZET van OUSSAMA IDRISSI, ZAPPSPORT, YouTube, 2019

### Sources
- Hajar Toufik, « Qui est Oussama Idrissi la surprise de Renard? », Le360.ma,‎ 6 novembre 2018 (lire en ligne)
- Mehdi Mahmoud, « Rugir avec les Lions ou mûrir en Oranje, le dilemme cornélien d'Oussama Idrissi », Telquel,‎ 25 février 2019 (lire en ligne)

### Ouvrages
Cette bibliographie est indicative.
 : document utilisé comme source pour la rédaction de cet article.
- (nl) Thomas Rijsman et Nordin Ghouddani, Marokkaanse trots, Atlas Contact, 2020, 256 p. (ISBN 978-90-450-4067-7)